# Marchal József
Idősebb Marchal József (Hattigny, Franciaország 1832 – Vác-Deákvár, 1914) szakácsmester, konyhafőnök és szállodatulajdonos. 

## Élete
A lotaringiai Hattignyban született Marchal Petrus Josephus néven 1832-ben. Inas- és segédéveiről nem állnak források rendelkezésre. Bár több életrajz szerint is III. Napóleon konyhamestere, majd a krími háború idején az orosz vezérkar főszakácsa volt és később a cár konyháját vezette, ez az információ korabeli írásos formában csak Tolnai Világlapjának Marchal halálról szóló rövidhírében szerepel.
A Habsburg Birodalomba állítólag Albrert főherceg konyhavezetőjeként került, majd - ugyancsak állítólag a diplomata Esterházy Pál herceg unszolására - 1863-ban Pestre jött, ahol elébb a Nemzeti Kaszinó konyhájának vezetője, majd a híres Angol Királynő Szálló bérlője lett.
Deák Ferenc birtokának eladása után Marchal szállodájában bérelt két szobát és szoros barátság fűzte a tulajdonoshoz. Talán ennek köszönhette Marchal, hogy a kiegyezés után a császár királlyá koronázása bankettjét ő szervezhette.
Feleségével, Hudicek Jozephával öt gyermekük született: fia ifj. Marchal József, és négy lánya: Viktória Josepha Barbara, Johanna Anna, Augusztina (Katalin) és Eugenia Josefa (Zseni).

## Befolyása
Idősebb Marchal József a magyarországi nagy szakácsgeneráció egyik első képviselője volt, akinek elvitathatatlan érdemei voltak abban, hogy a magyar konyhát hozzáidomítsa a nemzetközi ízléshez, mégpedig úgy, hogy eközben az megőrizze egyedi jellegét és sajátosságait. Mint világot látott szakács, nyitott volt a hagyományos magyar konyha alapanyagai, fogásai felé.
Ezeket azután ötvözte a francia konyhatechnikával, mintegy megszelídítette azokat. Ennek jegyben szállodájában kiváló szakácsok egész sorát nevelte ki. Legismertebb tanítványai Dobos C. József és Palkovics Ede voltak. Palkovics később utóda is lett a Nemzeti Kaszinóban és az Angol Királynőben.